# Púgil en repòs
El Púgil en repòs o Púgil de les Termes és una escultura de bronze que fa 1,20 metres d'alçada. Trobat a les Termes de Constantí, a Roma, actualment es conserva al Palau Massimo, una secció del Museu Nacional Romà. És una de les dues obres trobades el 1885 amb tan sols un mes de diferència als vessants del turó del Quirinal, possiblement procedents de les ruïnes dels banys de Constantí. Sembla que totes dues van ser enterrades acuradament ja a l'antiguitat. El realisme de la peça suggereix que és algun boxador en particular, i no pas la representació de Polideuces, un dels Dioscurs.
Arran de l'exhibició de les dues peces a l'Akademisches Kunstmuseum de Bonn, l'estiu del 1989, programada per celebrar els dos mil anys de la fundació de la ciutat, Nikolaus Himmelmann va restaurar i estudiar acuradament les estàtues.

## Descripció

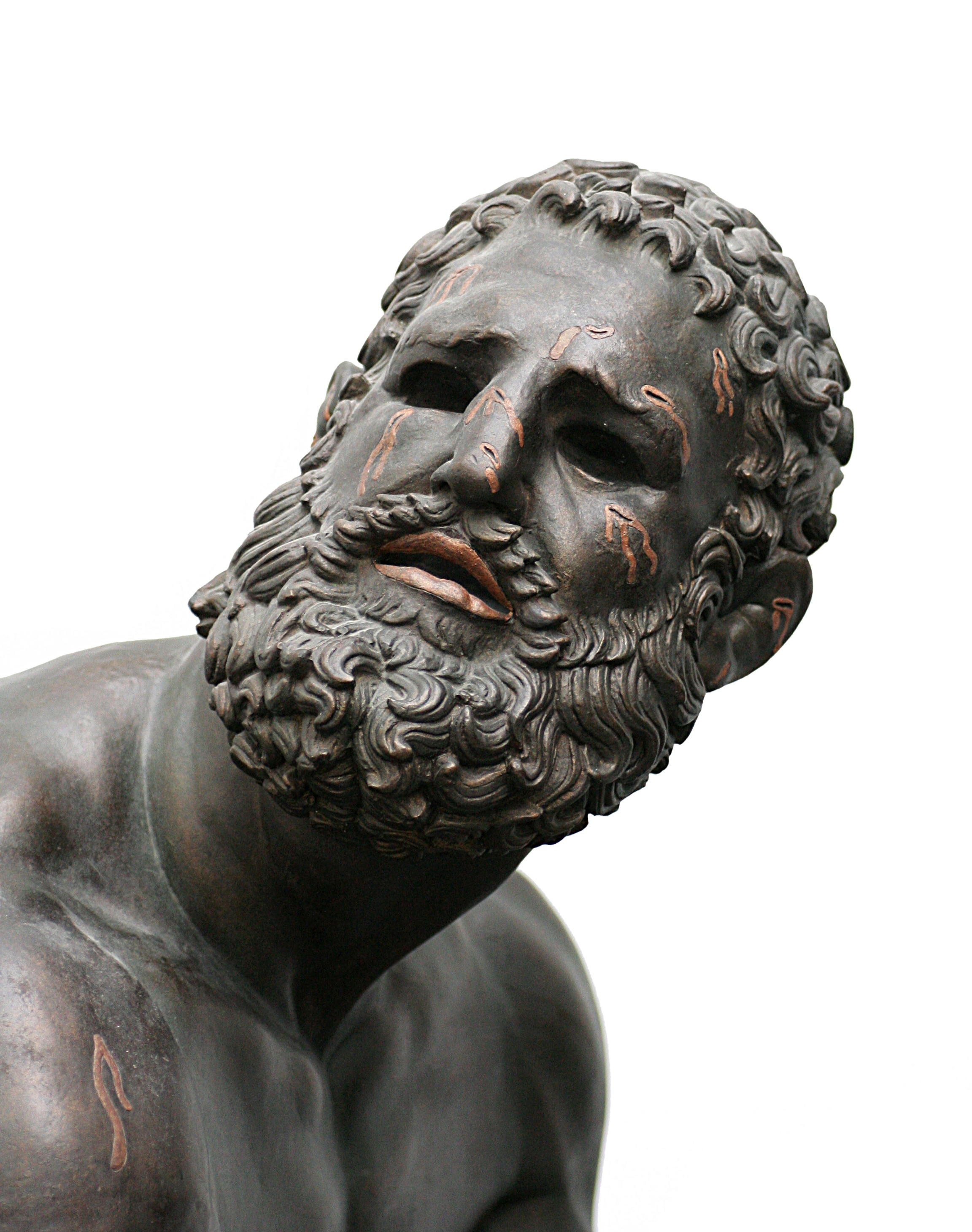
El cap del boxador, amb les osques que representen les ferides.

L'escultura representa un púgil assegut sobre una roca (imitació moderna de l'original, desapareguda) just després d'un combat, i que gira violentament el cap. Porta un tapall i uns guants formats per unes gruixudes tires de cuiro (ἱμάντες / hymantes) que envolten els nusos i deixen lliures els dits; la part del puny està reforçada. Al cos no hi ha el senyal de cap ferida, però la cara està plena de marques dels cops: té un tall a l'orella, el nas trencat i tot de cicatrius a la cara.
El púgil és una peça de bronze formada per vuit fragments soldats, i d'un gran refinament tècnic en la recerca de la policromia. Els ulls, que haurien d'estar incrustats, han desaparegut, i hi ha nombroses petites incrustacions de coure vermell als dits i el cap per simular la sang de les ferides. El moviment del cap fa voleiar les gotetes, i per això també hi ha incrustacions sobre l'avantbraç i la cuixa drets.
Una neteja recent ha posat de manifest que hi ha zones desgastades a la punta del peu dret i als guants i els dits de la mà esquerra, acariciades en senyal de la veneració i deferència de què ha estat objecte l'estàtua al llarg dels segles.

## Atribució
Al guant de la mà esquerra hi ha unes marques que tradicionalment s'havien interpretat com la signatura «Apol·loni, fill de Nèstor», un escultor grec actiu durant el segle i aC. Aquesta afirmació ha estat discutida, i ha quedat invalidada per un examen més aprofundit, que ha mostrat que en realitat es tracta de les traces de la corrosió del bronze. En un dit del peu esquerre hi ha la lletra α, que sens dubte és la marca del taller que es va encarregar de la fosa.

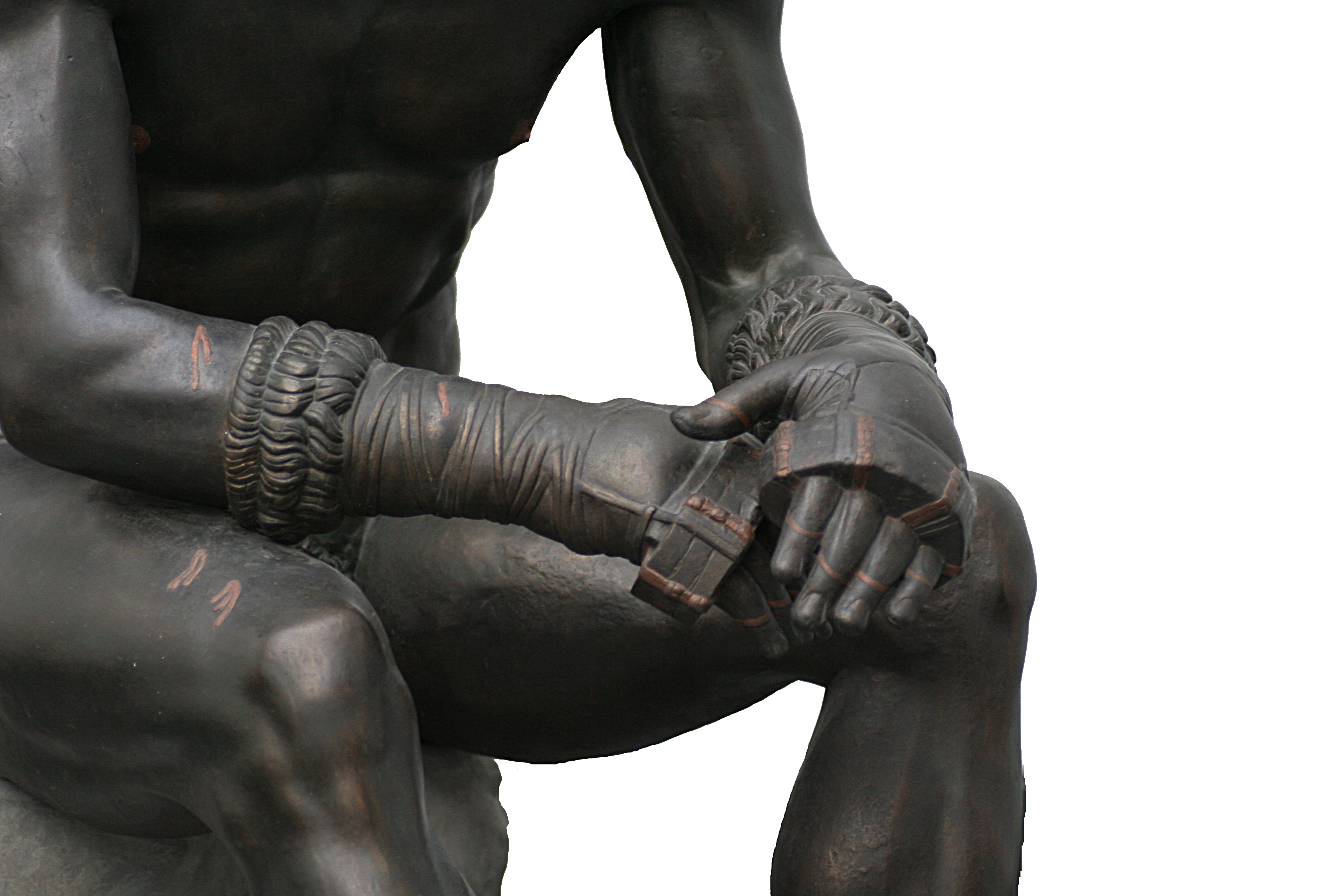
Mans del púgil

Des del punt de vista de l'estil, el púgil, amb la seva musculatura ben marcada i la reproducció realista de les ferides causades pel combat, sembla l'arquetipus de l'estil hel·lenístic per la seva recerca del naturalisme, patent també en l'exacerbació dels sentiments que es poden llegir tant en la cara com en el moviment de l'home. Tanmateix, les consideracions tècniques i la clara influència de Lísip de Sició han portat alguns autors a veure en l'estàtua una peça del mestre o del seu germà Lisistrat, famós per la seva habilitat tècnica.
Si més no, el gruix del bronze impedeix veure en la peça una realització hel·lenística; el treball de les parts i l'afegitó dels ulls fan que es relacioni l'obra amb el segle iv aC.